# Ferme-Neuve
Ferme-Neuve est une municipalité située dans la MRC d'Antoine-Labelle, dans les Laurentides, au Québec, Canada.

## Toponyme
« La nouvelle municipalité de Ferme-Neuve a été créée le 24 décembre 1997. Elle est issue du regroupement de la municipalité du village de Ferme-Neuve et de la municipalité de la paroisse de Ferme-Neuve. En 1902, était érigée la municipalité des cantons unis de Würtele-Moreau-et-Gravel. En 1917, la municipalité du village de Ferme-Neuve était créée à la suite de son détachement de la municipalité des cantons unis; cette dernière allait devenir la municipalité de la paroisse de Ferme-Neuve en 1930 ».

## Histoire
Avant le début du XIXe siècle, le territoire correspondant à la municipalité de Ferme-Neuve est peuplé essentiellement de populations nomades autochtones.
Vers 1825, les premiers bûcherons remontent le cours de la rivière du Lièvre pour couper le bois puis établir les premières fermes agricoles. Très tôt, la  James Maclaren and Company occupe une place prépondérante dans l'exploitation de la région. En 1850, la compagnie Maclaren construit la Ferme de La Montagne sur les rives de la Lièvre afin qu'elle serve de poste de ravitaillement pour les bûcherons.
Parallèlement au développement de l'industrie forestière, le clergé québécois sous la houlette du curé Antoine Labelle, lance le vaste projet de colonisation des Pays d'en haut afin de contrer l'exode des canadiens-français vers les manufactures de la Nouvelle-Angleterre.
Entre 1845 et 1875, les oblats missionnaires assurent la présence religieuse catholique dans la région. En 1888, le Curé Trinquier de Notre-Dame-du-Laus (à 100 kilomètres en aval sur La Lièvre) convainc un commerçant local, Cyrille Lafontaine, d'acheter la ferme forestière dont la Maclaren ne veut plus. Durant la décennie qui suivra, une paroisse sera érigée (Notre-Dame du Très Saint-Sacrement de Ferme-Neuve) ainsi que la municipalité des Cantons Unis de Wurtèle, Moreau et Gravel.

## Géographie
La majeure partie du parc régional de la Montagne du Diable se situe dans le sud-ouest de la municipalté.
La rivière du Lièvre traverse la municipalité de l'est vers le sud. La rivière Gatineau traverse la pointe nord de la municipalité. Les rivières d'Argent et rivière Notawassi traverse le nord-est de la municipalité jusqu'à leur embouchure sur le réservoir Baskatong dans le nord-ouest de la municipalité.

## Démographie
| 2001  | 2006  | 2011  | 2016  | 2021  |
| ----- | ----- | ----- | ----- | ----- |
| 2 947 | 3 006 | 2 822 | 2 706 | 2 716 |

- 1996 : 2 762
  - Paroisse de Ferme-Neuve : 913
  - Village de Ferme-Neuve : 2 178
- 1991 :
  - Paroisse de Ferme-Neuve : 907
  - Village de Ferme-Neuve : 2 267

### Langues
Langue maternelle
- Français seulement : 99,0 %
- Anglais seulement : 0,6 %
- Français et anglais : 0 %
- Autres langues : 0,4 %

## Administration
Les élections municipales se font en bloc pour le maire et les six conseillers.

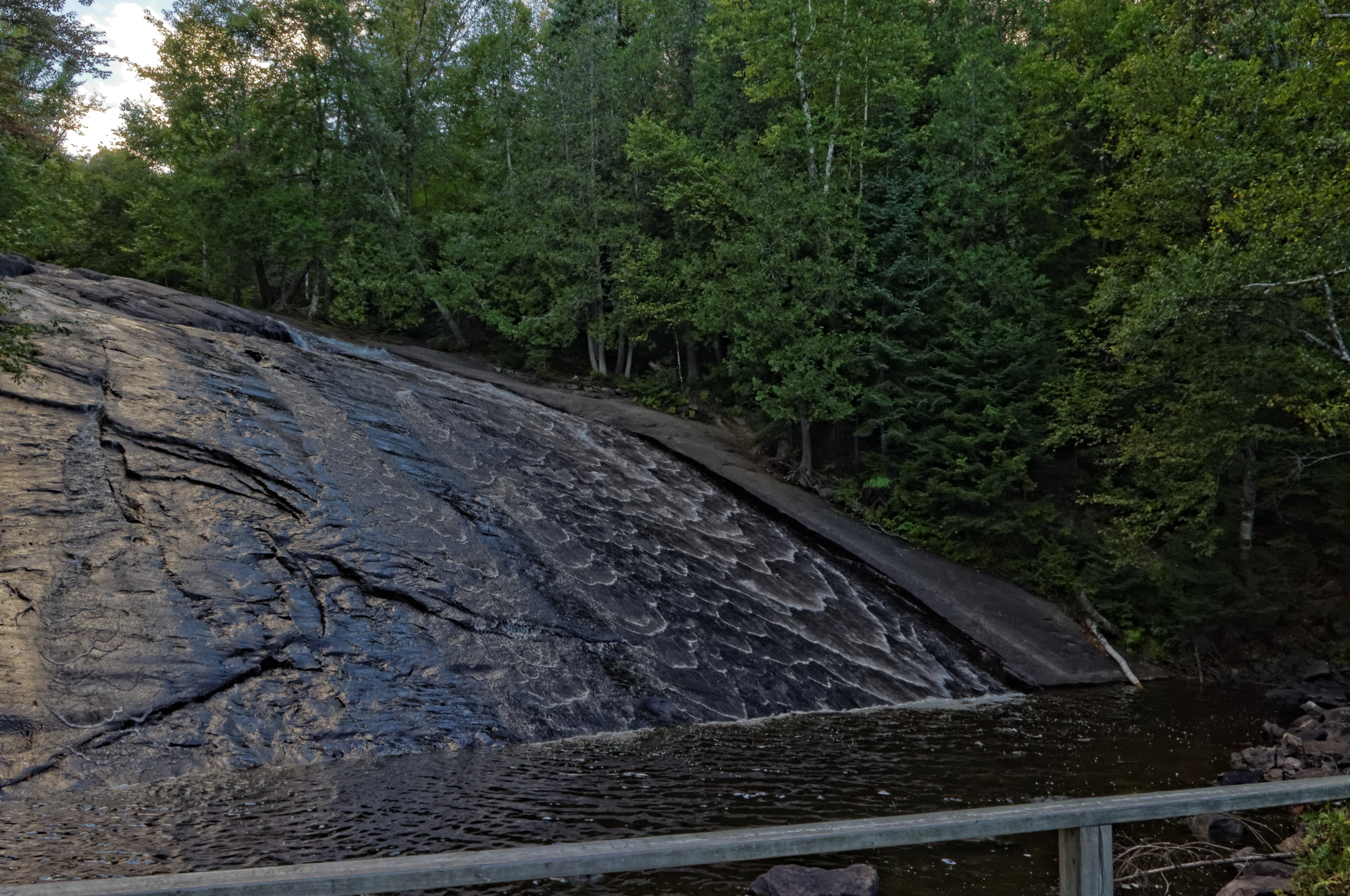
La chute Windigo, endroit emblématique de Ferme-Neuve

| Ferme-Neuve Maires depuis 2001                                                                                       |                |         |          |
| Élection | Maire          | Qualité | Résultat |
| 2001 | Sylvain Leduc  |         | Voir     |
| 2005 | Claude Dufour  |         | Voir     |
| 2009 | Gilbert Pilote |         | Voir     |
| 2013 | Gilbert Pilote | Voir    |          |
| 2017 | Gilbert Pilote | Voir    |          |
| 2021 | Diane Sirard   |         | Voir     |
| Élection partielle en italique Depuis 2005, les élections sont simultanées dans toutes les municipalités québécoises |                |         |          |

## Culture
Ferme-Neuve accueille, depuis quelques années, le Super Party Camionneurs. Durant une fin de semaine, des courses de camions et des spectacles de musique ont lieu.